# Raïon de Nogliki
Le raïon de Nogliki (russe : Ногликский райо́н) est l'une des dix-sept subdivisions administratives (raïons) de l'oblast de Sakhaline, à l'est de la Russie. En tant que division municipale, il est intégré à l'okroug urbain de Nogliki. Il est situé au nord-est de l'oblast. Sa superficie est de 11 294,8 km2. Son centre administratif est la ville de Nogliki (en). La population du raïon (en excluant le centre administratif) était de 12 124 (2010); 13 576 (2002) 16 786 (1989).